# Xanthorhoe rosearia
Xanthorhoe rosearia là một loài bướm đêm trong họ Geometridae.